# Perry Smith (morderca)
Perry Edward Smith (ur. 27 października 1928, zm. 14 kwietnia 1965) – współwinny zamordowania czterech członków rodziny Clutterów w Holcomb, USA 15 listopada 1959 r. Przestępstwo to stało się znane dzięki powieści Trumana Capote Z zimną krwią z 1966 r. Wraz z Richardem Hickockiem Smith włamał się do domu państwa Clutterów, mylnie sądząc, iż znajduje się w nim sejf z dużą ilością pieniędzy. Smith przyznał się do brutalnego zamordowania Herberta i Kenyona Clutterów. Nie wiadomo dokładnie kto, Smith czy Hickock, zamordował Bonnie i Nancy Clutter.
Smith i Hickock zostali złapani w Las Vegas w USA w grudniu 1959 r. Zostali skazani na karę śmierci przez powieszenie. Egzekucja odbyła się 14 kwietnia 1965 r.